# Carolina Cougars 1970-1971
La stagione 1970-71 dei Carolina Cougars fu la 4ª nella ABA per la franchigia.
I Carolina Cougars arrivarono sesti nella Eastern Division con un record di 34-50, non qualificandosi per i play-off.

## Roster
| N° | Naz.                   | Ruolo | Sportivo       | Anno | Alt. | Peso |
| -- | ---------------------- | ----- | -------------- | ---- | ---- | ---- |
|    | Stati Uniti (bandiera) | G     | Mack Daughtry  | 1947 | 191  | 79   |
|    | Stati Uniti (bandiera) | G     | Arvesta Kelly  | 1945 | 188  | 79   |
| 11 | Stati Uniti (bandiera) | G     | Bob Verga      | 1945 | 185  | 86   |
| 12 | Stati Uniti (bandiera) | C     | Rich Johnson   | 1946 | 201  | 95   |
| 13 | Stati Uniti (bandiera) | A     | Frank Card     | 1944 | 201  | 88   |
| 13 | Stati Uniti (bandiera) | A     | Lonnie Kluttz  | 1945 | 201  | 100  |
| 14 | Stati Uniti (bandiera) | A     | Vann Williford | 1948 | 198  | 88   |
| 21 | Stati Uniti (bandiera) | G     | George Lehmann | 1942 | 183  | 82   |
| 22 | Stati Uniti (bandiera) | AC    | Chuck Lloyd    | 1947 | 203  | 100  |
| 23 | Stati Uniti (bandiera) | G     | Gene Littles   | 1943 | 183  | 73   |
| 24 | Stati Uniti (bandiera) | C     | Dave Newmark   | 1946 | 213  | 109  |
| 27 | Stati Uniti (bandiera) | GA    | Joe Caldwell   | 1941 | 196  | 88   |
| 31 | Stati Uniti (bandiera) | A     | Gary Bradds    | 1942 | 203  | 95   |
| 33 | Stati Uniti (bandiera) | C     | Ira Harge      | 1941 | 206  | 102  |
| 35 | Stati Uniti (bandiera) | A     | Randy Mahaffey | 1945 | 201  | 95   |
| 44 | Stati Uniti (bandiera) | GA    | Larry Miller   | 1946 | 193  | 86   |
| 51 | Stati Uniti (bandiera) | AC    | George Peeples | 1943 | 201  | 86   |

## Staff tecnico
- Allenatori: Bones McKinney (17-25) (fino al 7 gennaio)[1], Jerry Steele (17-25)
- Vice-allenatore: Jerry Steele (fino al 7 gennaio)